# Péter Zsoldos
Péter Zsoldos [ˈpeter ˈʒoldoʃ] (* 20. April 1930 in Szentes; † 26. September 1997) war ein ungarischer Science-Fiction-Schriftsteller.

## Leben
Péter Zsoldos wurde in Szentes (Ungarn) geboren. Er besuchte hier die Schule und machte Abitur. Ab 1949 studierte er Kompositionslehre an der Musikhochschule in Budapest, wo er 1956 als Musiklehrer und Chorleiter abschloss. Anschließend wurde er im Ungarischen Rundfunk Musikredakteur und -reporter; in der Zwischenzeit studierte er von 1963 bis 1967 Psychologie. Seit 1957 schrieb er Science-Fiction-Romane.
Vom Jahr 1998 an werden jährlich die herausragenden Werke der ungarischen Science-Fiction-Literatur vom Avana-Verein und von der Stadt Salgótarján mit dem Zsoldos-Péter-Preis ausgezeichnet. Der Name des Vereins Avana bezieht sich auf den Schauplatz der Werke der Wiking-Trilogie des Autors.

## Werk
Zsoldos hat insgesamt sieben Romane geschrieben, von denen Die Rückkehr der Wiking, Fernes Feuer und Die letzte Versuchung eine Trilogie bilden. Zsoldos erzählt hier die Geschichte eines irdischen Wissenschaftlers, der auf einem erdähnlichen Planeten strandet und dort in einer voreisenzeitlichen, frühen Zivilisation wider Willen Herrscher eines Stadtstaates wird. Diese Anordnung benutzt Zsoldos für die Entwicklung eines seiner wichtigsten Themen – die Bedeutung ethischen Handelns trotz des fragwürdigen Sinnes der Geschichte. Die Wiking-Trilogie sowie der Roman A Feladat sind auch in deutscher Übersetzung erschienen.
A Feladat wurde 1975 von Gábor Várkonyi verfilmt.

## Bibliografie
Wiking-Trilogie
- „A Viking“ viszzater (1963)
  - Deutsch: Die Wiking kehrt zurück Übersetzt von Irene Kolbe. Kinderbuchverlag, Berlin 1974. (Gekürzte Ausgabe)
  - Deutsch auch als:  Die Rückkehr der Wiking Übersetzt von Gottfried Feidel. Heyne Science Fiction & Fantasy #4390, 1987, ISBN 3-453-00455-8. (Ungekürzte Ausgabe)
- Távoli tűz (1969)
  - Deutsch: Fernes Feuer Übersetzt von Gottfried Feidel. Heyne Science Fiction & Fantasy #4391, 1988, ISBN 3-453-31388-7.
- Az utolsó kísértés (1988)
  - Deutsch: Die letzte Versuchung Übersetzt von Gottfried Feidel. Heyne Science Fiction & Fantasy #4812, 1991, ISBN 3-453-05001-0.

Romane
- A Feladat (1971)
  - Deutsch: Die Aufgabe Übersetzt von Gottfried Feidel.  Heyne Science Fiction & Fantasy #3731, 1980, ISBN 3-453-30634-1.
- Ellenpont (1973)
- Portré négy ülésben (1979)
- A holtak nem vetnek árnyékot (1983)